# Robert Nef
Robert Nef (* 5. April 1942 in St. Gallen) ist ein Schweizer Publizist und Autor.

## Leben und Karriere
Nef hat Rechtswissenschaften in Zürich und Wien studiert. Zwischen 1961 und 1991 war er wissenschaftlicher Mitarbeiter am Lehrstuhl für Rechtswissenschaft an der ETH Zürich. Zwischen 1979 und 2007 leitete er das Liberale Institut; danach war er bis 2014 Präsident und ist bis heute Mitglied des Stiftungsrats des Instituts. Von 1994 bis 2008 war er Mitherausgeber der Schweizer Monatshefte. Er ist Mitglied der Mont Pèlerin Society sowie der Friedrich-August-von-Hayek-Gesellschaft, Präsident des Vereins Gesellschaft und Kirche wohin?, Vizepräsident der Stiftung Freiheit und Verantwortung und war bis 2016 Präsident der Stiftung für Abendländische Ethik und Kultur. 2008 wurde er mit der Friedrich A. von Hayek-Medaille ausgezeichnet und 2016 mit der Roland-Baader-Auszeichnung.
Nef vertritt betont wirtschaftsliberale und staatskritische Positionen in der Tradition der Österreichischen Schule.
Für die Zeitschrift eigentümlich frei ist er als Autor tätig und Mitglied des Redaktionsbeirats.
Nef ist einer der Gründer der reformkritischen Schweizer Orthographischen Konferenz.
Zu Nefs 70. Geburtstag ist unter dem Titel Kämpfer für die Freiheit eine Festschrift erschienen, u. a. mit Beiträgen von Charles B. Blankart, Christoph Blocher, Peter Forstmoser, Heidi Hanselmann, Konrad Hummler, Václav Klaus, Gerhard Schwarz, Tito Tettamanti und Erich Weede.

## Veröffentlichungen

### Als Autor
- Bibliographie zum Bau-, Boden- und Planungsrecht der Schweiz, 1968–1975. Institut für Orts-, Regional- und Landesplanung, Zürich 1976.
- Robert Nef, Martin Lendi: Staatsverfassung und Eigentumsordnung. Institut für Kommunalwissenschaften und Umweltschutz, Linz 1981, ISBN 3-224-17898-1.
- Lob des Non-Zentralismus. Academia-Verlag, St. Augustin 2001, ISBN 3-89665-213-3.
- Politische Grundbegriffe. NZZ-Verlag, Zürich 2002, ISBN 3-85823-956-9.

### Als Herausgeber
- Walter Hirt, Robert Nef, Richard C. Ritter: Eigenständig: die Schweiz, ein Sonderfall. Verlag Moderne Industrie, Zürich 2002, ISBN 3-478-30160-2.
- Gerhard Schwarz, Robert Nef: Neidökonomie. Wirtschaftspolitische Aspekte eines Lasters. NZZ-Verlag, Zürich 2004, ISBN 3-85823-859-7.
- Dichter der Freiheit. Ein Friedrich Schiller-Brevier. Ott-Verlag, Thun 2006, ISBN 3-7225-0046-X.